# Nebiriau II
Nebiriau II (cũng là Nebiryraw II, Nebiryerawet II) là một pharaon của Ai Cập cổ đại thuộc vương triều thứ 16 nằm tại Thebes, trong Thời kỳ Chuyển tiếp thứ Hai.

## Danh tính
Một số nhà Ai Cập học thường cho rằng ông là con trai của vị tiên vương Nebiryraw I, do sự hiếm gặp của tên gọi Nebiriau trong các nguồn lịch sử Ai Cập. Không giống như người được coi là cha của ông đã trị vì Thượng Ai Cập trong 26 năm, ông là một vị vua ít được biết đến và hoàn toàn không được chứng thực bởi các nguồn khảo cổ đương thời.
Chỉ có hai chứng thực duy nhất không cùng thời cho Nebiriau II đó là tên riêng của ông được đề cập tới trên cuộn giấy cói Turin vào thời đại Ramesses (vị trí 13.5, tên ngai của ông đã bị mất), và một bức tượng bằng đồng của vị thần Harpocrates (Cairo 38189). Bốn mặt của phần đế của bức tượng này được khắc với các tên gọi trong đồ hình; chúng là "Binpu", "Ahmose", "Vị thần rộng lượng Sewadjenre, đã băng hà" và "Vị thần rộng lượng Neferkare, đã băng hà". Hai tên gọi đầu dường như là hai vị hoàng tử thuộc vương triều thứ 17 mà sẽ thay thế vương triều thứ 16 một thời gian ngắn sau đó; Sewadjenre là tên ngai của Nebiriau I và cuối cùng, người ta tin rằng mặt khác Neferkare là tên ngai chưa được chứng thực của Nebiriau II. Hiện vật này còn khác thường ở chỗ sự thờ cúng thần Harpocrates – và do đó là cả bản thân bức tượng – có niên đại là vào thời kỳ Ptolemaios tức là khoảng 1500 năm sau thời đại của những người được nhắc tên đến trên bức tượng này sống.
Nebiriau II đã được kế vị bởi một vị vua cũng ít được biết đến khác là Semenre, ông ta chỉ được chứng thực bởi duy nhất một chiếc rìu – khắc với tên ngai của ông ta – và tiếp sau đó là Seuserenre Bebiankh, người được ghi lại là đã trị vì 12 năm theo cuộn giấy cói Turin.